# Bestiario musicale
| Recensione       | Giudizio |
| ---------------- | -------- |
| Noisy Road       | 10/10    |
| Ondarock         | 7.5/10   |
| Rockit           | Positivo |
| Rockol           |          |
| Sentireascoltare | 6.7/10   |

Bestiario musicale è il primo album in studio del cantautore italiano Lucio Corsi, pubblicato il 27 gennaio 2017 dalla Picicca Dischi.
Si tratta di un concept album sugli animali della Maremma, terra del cantautore.

## Tracce
Testi e musiche di Lucio Corsi.
1. La civetta – 2:52
2. La lepre – 2:54
3. La volpe – 3:34
4. L'upupa – 2:52
5. Il lupo – 3:59
6. L'istrice – 3:38
7. Il cinghiale – 2:45
8. La lucertola – 1:24

Durata totale: 23:58

## Formazione
- Lucio Corsi – voce, chitarra acustica, pianoforte, batteria
- Ivo Barbieri – contrabbasso
- Sebastiano De Gennaro – marimba, vibrafono
- Tommaso Ottomano – flauto, scacciapensieri
- Antonio Cupertino – cori, percussioni (in Il lupo)

## Classifiche
| Classifica (2025) | Posizione massima |
| ----------------- | ----------------- |
| Italia            | 82                |